# Terry O’Quinn
Terry O’Quinn, född 15 juli 1952 i Sault Ste. Marie i Michigan, är en amerikansk skådespelare mest känd för sin roll i TV-serien Lost. Han medverkar ofta i sin vän Chris Carters filmer och serier.

## Filmografi (urval)
- 1980 – Heaven's Gate ... som kapten Minardi
- 1981 – The Doctors (TV-serie) ... som doktor Jerry Dancy (gästroll)
- 1984 – En plats i mitt hjärta ... som Buddy Kelsey
- 1986 – SpaceCamp ... som Launch Director
- 1986 – Krigets änglar ... som major Tom Patterson
- 1987 – The Stepfather ... som Jerry Blake
- 1988 – Young Guns ... som Alex McSween
- 1989 – Blint raseri ... som Frank Devereaux
- 1989 – The Stepfather 2 ... som Jerry Blake
- 1990 – Blood Oath ... som major Beckett
- 1991 – Rocketeer ... som Howard Hughes
- 1992 – Kärlek på hal is ... som Jack Moseley
- 1993 – Tombstone ... som major John Clum
- 1994 – Star Trek: The Next Generation (TV-serie) ... som amiral Eric Pressman (avsnitt The Pegasus)
- 1995–2002 – På heder och samvete (TV-serie) ... som Thomas Boone
- 1996 – Primal Fear ... som Bud Yancy
- 1996 – Skuggor från det förflutna ... som Hilburn, domare
- 1997 – Shadow Conspiracy ... som Frank Ridell
- 1996–1999 – Millennium (TV-serie) ... som Peter Watts
- 1997 – Big Tits ... som Hersch Lawyer (TV-film)
- 1998 – Arkiv X: Fight the Future ... som Darius Michaud
- 1999–2000 – Harsh Realm (TV-serie) ... som general Omar Santiago
- 2001 – American Outlaws ... som Rollin H. Parker - Rains' Gopher
- 2002–2004 – Alias (TV-serie) ... som Kendall, assisterande chef på FBI
- 2003 – Old School ... som Goldberg
- 2004–2010 – Lost (TV-serie) ... som Locke
- 2007 – Masters of Science Fiction (TV-serie) ... som Albert Skynner (avsnitt The Awakening)
- 2011–2013 – Hawaii Five-0 (TV-serie) ... som Joe White